# Botanica economica
La botanica economica è la disciplina scientifica che studia l'utilizzo commerciale delle piante da parte dell'umanità.
Essa contribuisce in maniera significativa allo sviluppo di altre discipline, quali l'antropologia, la biologia, l'ecologia, la botanica, ecc. 
In particolare, questa disciplina, che unisce botanica ed antropologia, indaga sulle modalità con cui gli umani utilizzano le piante: come cibo, per la preparazione di medicinali, per la protezione (capanne, ecc.), per la produzione di tessuti, oltre a molti altri impieghi.

## Storia dell'economia botanica
La stessa botanica si sviluppò a partire dalla medicina e lo sviluppo dei rimedi a base di erbe medicali.
Così, in principio, la botanica presentava caratteri sia sistematici, sia di disciplina economica.
Tutte le piante che possedevano proprietà curative aumentavano di valore economico. Così, istruzioni redatte da un cosmografo di Carlo V per guidare gli esploratori indicavano 

"di determinare quali siano gli elementi di sostentamento del territorio e quali siano generalmente utilizzati, se siano frutti o semi, e tutte le tipologie di spezie, droghe, o qualunque altro aroma, e di individuare il periodo in cui è possibile riprodurre alberi, piante, erbe e frutti che queste regioni offrono, e se i nativi le usano come medicamenti, come facciamo noi".

Il teosinte e il riso sono due esempi di piante modificate al fine di incrementare il loro valore economico.

### Teosinte
Il teosinte è un gruppo di piante erbacee del genere Zea. I nativi americani coltivarono e selezionarono il teosinte per i tratti che ancor oggi sono presenti nel mais (file multiple di semi su grandi pannocchie). Le prime pannocchie di mais erano molto corte, con soltanto 8 file di semi. Il mais moderno è il risultato di parecchie centinaia di generazioni di coltivazione selettiva. Il mais moderno è incapace di riprodursi senza l'intervento dell'uomo; infatti, i semi restano saldamente attaccati al tutolo della pannocchia e marciscono. Questo non rappresenta un adattamento utile per la specie, ma è di grande rilevanza per la raccolta e il trasporto del mais.

### Riso
Il riso fu addomesticato per la prima volta all'incirca 5000 anni fa, nell'Asia sudorientale. Si ritiene che il riso e il riso selvatico americano siano stati addomesticati separatamente. Varianti del riso sono state adattate ai climi tropicali, ma in generale il riso può essere coltivato pressoché dovunque. L'introduzione delle varianti di riso nano resero autosufficienti parecchi paesi produttori di riso. In particolare, il riso è adatto ai paesi con elevate precipitazioni.

## Piante alimentari di rilevanza economica
Le piante che gli uomini utilizzano a scopi alimentari rivestono grande importanza economica. Le ricerche che sono svolte sulle piante alimentari riguardano, in generale, l'incremento della dimensione dell'elemento edibile della pianta o l'aumento dei territori dove la pianta può essere coltivata e, meno frequentemente, l'individuazione di nuove specie culturali.
I risultati di tali ricerche sono spesso pubblicati sul giornale Economic Botany. 
La società neozelandese Plant & Food Research pubblica un suo giornale sullo sviluppo delle cultivar, sui sistemi di produzione sostenibile per le produzioni di alta qualità e sulla progettazione e sullo sviluppo di nuovi alimenti funzionali.

### Arance della Florida
In Florida, sin dal XIX secolo, gli agrumi sono stati uno dei principali prodotti commerciali. La Florida produce oltre il 70% degli agrumi statunitensi.
Il colore delle arance non è correlato al grado di maturazione, ma è una componente rilevante per la commercializzazione.
Il colore arancione si sviluppa solo nelle aree in cui le temperature notturne sono fresche. Nei climi tropicali, i coltivatori spesso espongono i frutti all'etilene, al fine di promuovere la scomparsa della clorofilla e rendere evidenti i beta-caroteni (molecole responsabili del colore arancione).

### Mele del Nord America
Non vi sono mele native del Nord America, ma oggi il continente nordamericano produce la maggiore diversità di mele nel mondo.
Parte del merito di ciò è dovuta a "Johnny Appleseed", il cui nome reale è John Chapman. Chapman trascorse 48 anni viaggiando in tutta l'America nordoccidentale diffondendo semi di mela e piantando alberi.
Mentre le mele furono introdotte in migliaia di varietà, la maggior parte del mercato delle mele si basa su sole tre varietà: Red Delicious, Golden Delicious e Granny Smith.
La Red Delicious, per scopi commerciali, è la mela ideale dell'industria della mela, essendo grande, colorata intensamente di rosso e istantaneamente riconoscibile.

## Piante medicinali di valore economico
La sola ricerca medica negli Stati Uniti d'America possiede un budget di 95 miliardi di USD. Una gran parte di questo importo è speso per la ricerca effettuata sulle piante e sui loro estratti.
Parecchie scoperte fondamentali della medicina sono state conseguite studiando le piante e i composti da loro prodotti per verificare gli effetti che avevano sull'uomo.

### Efedrina
La pianta Ephedra è la fonte naturale di efedrina, l'alcaloide che è il principio attivo presente nella pianta.
L'efedrina è effettivamente un caso molto interessante di botanica economica in Medicina.
Mentre in passato è stata assunta come farmaco, essa può risultare estremamente tossica.
Per questo fatto, i ricercatori medici hanno studiato il composto e hanno sviluppato e prodotto la pseudoefedrina.
Questo è il farmaco che può essere acquistato nel Sudafed e in altri decongestionanti.
L'efedrina imita l'epinefrina nel suo effetto sul corpo umano.
In origine l'efedrina era stata sviluppata dalla pianta come deterrente contro gli erbivori. Ora, studiato e modificato dai ricercatori, esso aiuta ad alleviare i sintomi allergici in tutto il mondo.

### Echinacea
L'Echinacea, una dei molteplici rimedi erboristici esistenti, rappresenta un settore industriale di dimensione interessante.
Molte persone assumono echinacea per raffreddori e sintomi influenzali, ma alcuni studi dimostrano che la pianta ha avuto esiti altalenanti nella lotta contro i virus responsabili.
Comunque, questi stessi studi dimostrano che è possibile utilizzare la pianta per il trattamento delle infezioni delle vie aeree superiori.
Lo NCCAM sta attualmente studiando l'impiego dell'echinacea per questo trattamento come anche l'effetto che ha sul sistema immunitario.

## Piante ornamentali
Le piante ornamentali sono reperibili presso qualunque vivaio e fioreria e nella maggior parte delle abitazioni sono presenti.
Comunque le piante ornamentali non sono unicamente piante da appartamento. Società che si occupano di arredo del paesaggio fanno un notevole uso delle piante ornamentali, solitamente con costi elevati.
Alberi, cespugli, fiori e specie erbacee sono tutti regolarmente utilizzati da professionisti esperti di architettura del paesaggio, con un rilevante effetto economico.